# Anderstorps kommun
Denna artikel handlar om den tidigare kommunen Anderstorps kommun. För orten se Anderstorp.
Anderstorps kommun var en tidigare kommun i Jönköpings län. 

## Administrativ historik
Anderstorps kommun bildades 1 januari 1971 genom en ombildning av Anderstorps köping. Kommunen uppgick 1974 i Gislaveds kommun.
Kommunen hörde till Anderstorps församling.
Kommunen ingick i Värnamo domsaga.

## Politik

### Mandatfördelning i Anderstorps kommun 1970
| 11 | 4 | 5 | 5 |

| 19 | 6 |

### Fotnoter
1. 1 2 3  Per Andersson, Sveriges kommunindelning 1863-1993, Draking, 1993, ISBN 978-91-87784-05-7.[källa från Wikidata]
2. ↑  Folkmängd 31. 12. 1971 enligt indelningen 1. 1. 1972 (SOS) Del, 1. Kommuner och församlingar, SCB, 1972, ISBN 978-91-38-00209-4, läs online.[källa från Wikidata]
3. ↑  Andersson, Per (1993). Sveriges kommunindelning 1863–1993. Mjölby: Draking. Libris 7766806. ISBN 91-87784-05-X
4. ↑  ”Förteckning (Sveriges församlingar genom tiderna)”. Skatteverket. 1989. http://www.skatteverket.se/privat/folkbokforing/omfolkbokforing/folkbokforingigaridag/sverigesforsamlingargenomtiderna/forteckning.4.18e1b10334ebe8bc80003999.html. Läst 17 december 2013.

- Se kartdata överlagrat på OSM (Kartdata)